# El alarido
El alarido (L’urlo en Italia), es una comedia española con participación española e italiana, del año 1948, estrenada en Italia al año siguiente, y dirigida por Ferruccio Cerio.

## Argumento
Un músico escribe una obra musical en cuatro tiempos que se llama como la película, que intenta reflejar la extraña experiencia personal del autor en una clínica dirigida por un médico que considera los celos una enfermedad patológica más. B/N